# Água Benta, Fé Ardente; Água Ardente, Fé Benta
Água Benta, Fé Ardente; Água Ardente, Fé Benta é um documentário brasileiro de curta-metragem (9 min) de 1999, dirigido por João Dornelas e Armando Mendz.
O filme mostra um ritual secular de Morro Vermelho, distrito de Caeté - MG, onde os fiéis lavam uma imagem de Jesus Cristo com cachaça.

## Créditos
- Produtora: Natora Produções
- Direção: Armando Mendz e João Dornelas
- Produção: João Dornelas
- Roteiro: João Dornelas
- Fotografia: Armando Mendz
- Super 8: Lucas Gontijo
- Montagem: Armando Mendz e João Dornelas
- Direção de Arte: Lucas Gontijo
- Mixagem de som: Engenho - André Cabelo

## Prêmios e Indicações
| Ano  | Prêmio                            | Categoria                             | Resultado | Ref.        |
| ---- | --------------------------------- | ------------------------------------- | --------- | ----------- |
| 1999 | Festival de cinema do Rio         | Melhor Video: Prêmio Especial do Júri | Venceu    | [ 3 ] [ 4 ] |
| 1999 | 3ª Mostra MIS de Vídeo (SP)       | Melhor Documentário                   | Venceu    | [ 4 ]       |
| 2000 | 3ª Mostra de Cinema de Tiradentes | Melhor Vídeo do Júri Popular          | Venceu    | [ 1 ] [ 5 ] |